# Euptoieta ramirezi
Euptoieta ramirezi är en fjärilsart som beskrevs av Eugenio Giacomelli 1926. Euptoieta ramirezi ingår i släktet Euptoieta och familjen praktfjärilar. Inga underarter finns listade i Catalogue of Life.